# Aloha
Aloha ist ein Wort der hawaiischen Sprache mit verschiedenen Bedeutungen, das in seiner Verwendung als Grußformel Bekanntheit erlangte.

## Verwendung
Es hat die Bedeutung „Liebe“, „Zuneigung“, „Nächstenliebe“, „Mitgefühl“, „Freundlichkeit“ oder „Sympathie“. Es wird in Hawaiʻi als Grußformel beim Kommen und Gehen verwendet. Es kann im Hawaiischen aber auch „Liebling“ oder „Liebhaber“ bedeuten. Es ist in ähnlicher Schreibweise im gesamten polynesischen Sprachraum verbreitet, je nachdem, wie es jeweils von den westlichen Missionaren verstanden und aufgeschrieben wurde, als alofa, aloofa oder aroha, und bedeutet überall „Freundschaft“.
Das Wort hat mittlerweile in den gesamten USA und bisweilen auch in Europa als Gruß Verwendung gefunden. Insbesondere die Fernsehserien Hawaii Fünf-Null der 1960er Jahre und Hawaii Five-O seit 2010, der Film Blaues Hawaii mit Elvis Presley und später Magnum trugen zu dieser Popularisierung bei.
Der Aloha Spirit, also die behauptete Gutmütigkeit und Gastfreundlichkeit der Hawaiier, stand Pate für den offiziellen Beinamen Hawaiʻis, The Aloha State. Der Aloha Tower ist das Wahrzeichen Honolulus, das Aloha Stadium der Stadt ist die größte Sportstätte Hawaiʻis. Am Aloha Friday ist es sonst formell gekleideten Beschäftigten der öffentlichen Verwaltung und Geschäftsleuten gestattet, das Hawaiihemd (Aloha Shirt) zu tragen (siehe auch Casual Friday).
Verwendet wird das Wort auch für zahlreiche kommerzielle Unternehmen, so z. B. die ehemaligen Fluggesellschaften Aloha Airlines und Aloha Island Airways, für die Supermarktkette Aloha Island Mart, welche der Ölgesellschaft Aloha Petroleum Ltd. gehört, die auch das Tankstellennetz Aloha Gas in Hawaii betreibt, für unzählige Hotels und Hostels weltweit und über 4000 weitere Unternehmen allein in den Vereinigten Staaten, für verschiedenste Vereinigungen sowie für Publikationen wie dem Aloha Magazine in den USA oder den Aloha News in Deutschland.
Des Weiteren gibt es mehrere Straßen mit dem Namen Aloha Avenue, beispielsweise in San Francisco, Las Vegas, Victoria, Memphis und Cocoa, Aloha Street in Los Angeles, Seattle, Corpus Christi, South Kingsville und Mascot oder Aloha Place in San Diego, Hauʻula, Edmonds, Bowie und Sackville North.
Es gibt in Honolulu sogar eine lebensgroße Elvis Aloha Statue, die an ein Konzert des Sängers Elvis Presley dort von 1973 erinnert, das zum ersten Mal weltweit via Satellit übertragen wurde.
Scherzhaft wird das Wort „Aloha“ auch beim schwul-lesbischen rheinischen Karneval (u. a. in der Rosa Sitzung), als Narrenruf benutzt.
Aloha bedeutet nach einer volksetymologischen Erklärung der letzten Königin von Hawaiʻi, Liliʻuokalani: „Im Angesicht des Atems Gottes stehen“, sinngemäß vom Geist Gottes erfüllt sein oder seinen Lebensatem eingehaucht bekommen zu haben. Zitat der Königin Liliʻuokalani: „Kein Hawaiier hatte Erlaubnis dieses heilige Wort auszusprechen, … es sei denn, er war mit seinem Gegenüber in Harmonie …“ Das Wort Gott ist allerdings in aloha nicht enthalten, weshalb es auch nicht mit Grußformeln wie grüß Gott! vergleichbar ist.

## Übersetzungen
Den Bedeutungsebenen entsprechen verschiedene Übersetzungen und sprachliche Verwendungsmöglichkeiten:
| - Warmherzigkeit, Mitgefühl, Barmherzigkeit, Sympathie, Mitleid, Freundlichkeit, Güte, Anmut - Begrüßung, Grüße, Abschied |                            | |
| Aloha |                            | Hallo!, Willkommen!, Tschüss!, Auf Wiedersehen!, Mach’s gut! Im eigentlichen Wortsinn steht die Silbe alo jedoch für „in Anwesenheit von“, und die Silbe ha (ursprünglich hā) für „Atem des Lebens“. Es bedeutet also „in Anwesenheit des (göttlichen) Lebens“. |
| Aloha ʻoe | (an eine Person)           | grüße dich!, gegrüßt seist du! |
| Aloha kāua | (an eine Person)           | Gruß zurück: sei auch gegrüßt!, wörtlich: möge Freundschaft/Liebe zwischen uns beiden sein! |
| Aloha kākou | (zu mehr als einer Person) | liebe Grüße, möge Freundschaft/Liebe zwischen uns sein! |
| Aloha ahiahi |                            | guten Abend |
| Aloha ʻauinalā |                            | guten Tag |
| Aloha kakahiaka |                            | guten Morgen |
| Hauʻoli Lā o Lono-i-ke-aweawe-aloha!                                                                                      |                            | Alles Liebe zum Valentinstag! |
| Ke aloha nō |                            | Aloha! Hallo! Grüße! |
| palapala hoʻālohaloha |                            | herzliches Beileid |
| Me ke Aloha pumehana |                            | Mit herzlichen Grüßen – als Briefabschluss |

| - Liebling, Liebster, Geliebter |                                                        |
| Aloha (w)au iā ʻoe.             | Ich liebe dich.                                        |
| Aloha ʻāina                     | Die Liebe zum Land; Patriotismus                       |
| Aloha akua                      | Gottesliebe, göttliche Liebe                           |
| Aloha hoahānau                  | Brüderschaft                                           |
| Aloha ʻia                       | geliebt                                                |
| Aloha ʻino!                     | Oh, wie schade! (Ausdruck des Bedauerns)               |
| Aloha makua                     | Fürsorge um Ältere, Eltern, Kinder                     |
| Aloha nui loa                   | viel Liebe                                             |
| Aloha ʻole                      | ohne Liebe/Zuneigung                                   |
| hana aloha                      | Liebeszauber                                           |
| hoʻālohaloha                    | lieben, Zuneigung/Dankbarkeit/Mitgefühl zeigen; danken |
| Me ke aloha                     | in Liebe; mit freundlichen Grüßen                      |